# Osman Kakay
Osman Jovan Kakay (ur. 25 sierpnia 1997 w Londynie) – sierraleoński piłkarz grający na pozycji prawego obrońcy. Jest wychowankiem klubu Queens Park Rangers.

## Kariera piłkarska
Swoją piłkarską karierę Kakay rozpoczął w 2005 roku w juniorach Queens Park Rangers. W 2015 roku awansował do pierwszego zespołu. W trakcie sezonu 2015/2016 został wypożyczony do szkockiego Livingston, grającego w Scottish Championship. Zadebiutował w nim 30 stycznia 2016 w przegranym 0:1 wyjazdowym meczu z Dumbarton.
Latem 2016 Kakay wrócił do Queens Park Rangers, a 27 grudnia 2016 zadebiutował w nim w EFL Championship w przegranym 0:3 wyjazdowym spotkaniu z Brighton & Hove Albion. W styczniu 2017 wypożyczono go do grającego w EFL League One, Chersterfield. Swój debiut w nim zaliczył 14 lutego 2017 w zremisowanym 1:1 wyjazdowym meczu z Gillingham. W sezonach 2017/2018 i 2018/2019 ponownie grał w Queens Park Rangers.
We wrześniu 2019 Kakaya wypożyczono do szkockiego Partick Thistle, w którym w Championship zadebiutował 13 września 2019 w zremisowanym 1:1 wyjazdowym meczu z Arbroath. Zimą 2020 wrócił do Queens Park Rangers.
| Sezon   | Klub                | Kraj    | Rozgrywki    | Mecze | Gole |
| ------- | ------------------- | ------- | ------------ | ----- | ---- |
| 2015/16 | Queens Park Rangers | Anglia  | Championship | 0     | 0    |
| 2015/16 | Livingston          | Szkocja | Championship | 10    | 0    |
| 2016/17 | Queens Park Rangers | Anglia  | Championship | 1     | 0    |
| 2016/17 | Chesterfield        | Anglia  | League One   | 8     | 0    |
| 2017/18 | Queens Park Rangers | Anglia  | Championship | 2     | 0    |
| 2018/19 | Queens Park Rangers | Anglia  | Championship | 3     | 0    |
| 2019/20 | Partick Thistle     | Szkocja | Championship | 11    | 0    |
| 2019/20 | Queens Park Rangers | Anglia  | Championship | 7     | 0    |
| 2020/21 | Queens Park Rangers | Anglia  | Championship | 28    | 1    |

## Kariera reprezentacyjna
W reprezentacji Sierra Leone Kakay zadebiutował 9 września 2018 w przegranym 0:1 meczu kwalifikacji do Pucharu Narodów Afryki 2019 z Etiopią, rozegranym w Auasie. W 2022 roku został powołany do kadry na Puchar Narodów Afryki 2021. Rozegrał na nim trzy mecze grupowe: z Algierią (0:0), z Wybrzeżem Kości Słoniowej (2:2) i z Gwineą Równikową (0:1).